# دوكم
دوكم أو دوخام أو دوكام (بالأوروموية Duukam) هي مدينة في وسط أوروميا. سميت بعد نهر دوكم. تقع في منطقة أوروميا الخاصة المحيطة بمدينة فينفين في منطقة أوروميا، على بعد 37 كيلومترًا جنوب شرق أديس أبابا و 10 كيلومترات شمال غرب بيشوفتو، لهذه المدينة خط عرض وخط طول وارتفاع 1950 متر فوق مستوى سطح البحر. إنه المركز الإداري لأكاكي.
تقع دوكم على طول الطريق السريع أديس أبابا - دير داوا وهي محطة على السكة الحديدية إثيوبيا-جيبوتي. وهي أيضًا موقع منطقة صناعية تغطي 40 هكتارًا تمتلكها وتطوّرها مجموعة إيست أفريكان (إثيوبيا) المحدودة.
استناداً إلى أرقام من وكالة الإحصاء المركزية في عام 2005، يبلغ عدد سكان دوكم الإجمالي حوالي 8،704 نسمة منهم 4،095 من الرجال و 4،609 من النساء. 